# Джомбанг
Округ Джомбанг — округ у Східній Яві, Індонезія. Розташований на південний захід від Сурабаї. Центр округу — однойменне місто. Округ поділяється на 21 адміністративний підрозділ.